# One Television
One TV (precedentemente nota come Super One Television) è un'emittente televisiva maltese posseduta dal locale Partito Laburista. Ha iniziato le trasmissioni nel mese di marzo del 1994. Nel 2022 un'interrogazione parlamentare ha fatto emergere che ha ricevuto una sponsorizzazione dalla Malta Gaming Authority per un importo di €26600.

## Missione
ONE Productions Ltd nacque per portare avanti la missione assicurata dal Partito Laburista alla Rainbow Productions, cioè la produzione di contenuti audiovisivi generalisti per la popolazione maltese. Il palinsesto radio-televisivo includevano un misto di contenuti informativi, educativi e di intrattenimento, con lo scopo di garantire le migliori produzioni in termini qualitativi.

## Studi
L'emittente ha sede di amministrazione e centro di produzione nella città di Marsa; possiede anche un'unità di produzione esterna, usata per la prima volta durante la festa del Partito Laburista il 1º maggio 1997.
One TV ha vinto anche le prime due edizioni del premio Emittente televisiva dell'anno nel 2006 e 2007.